# MOK Mursa Osijek
| Radovi u tijeku! |
| Jedan vrijedni suradnik upravo radi na ovom članku! Mole se ostali suradnici da NE UREĐUJU članak dok je ova obavijest prisutna. Koristite stranicu za razgovor ako imate komentare i pitanja u vezi s člankom. Kada radovi budu gotovi predložak će ukloniti suradnik koji ga je postavio na članak! Predložak može svatko ukloniti ako 6 sati nije bilo promjena u članku i njegovoj stranici za razgovor. |

Muški odbojkaški klub "Mursa" (MOK "Mursa"; MOK "Mursa – Osijek"; "Mursa"; "Mursa – Osijek") je muški odbojkaški klub iz Osijeka, Osječko-baranjska županija, Republika Hrvatska.  
 
U sezoni 2024./25. prva momčad "Murse" se natječe u Superligi, prvom stupnju hrvatskog odbojkaškog prvenstva za muškarce. 

## Vanjske poveznice
- mok-mursa-osijek.hr
- MOK Mursa - Osijek , Facebook stranica
- MOK Mursa-Osijek, Instagram stranica
- natjecanja.hos-cvf.hr, MOK MURSA - OSIJEK
- (engl.) MOK Mursa / Team Information
- (engl.) sofascore.com, MOK Mursa Osijek
- rezultati.com, Mok Mursa
- (engl.) [neaktivna poveznica]